# Гушлів (гміна)
Гміна Гушлів (пол. Gmina Huszlew) — сільська гміна у центральній Польщі. Належить до Лосицького повіту Мазовецького воєводства.
Станом на 31 грудня 2011 у гміні проживало 2999 осіб.

## Площа
Згідно з даними за 2007 рік площа гміни становила 117.61 км², у тому числі:
- орні землі: 82.00%
- ліси: 13.00%

Таким чином, площа гміни становить 15.24% площі повіту.

## Населення
Станом на 31 грудня 2011:
| Опис     | Загалом | Загалом | Чоловіки | Чоловіки | Жінки | Жінки |
| -------- | ------- | ------- | -------- | -------- | ----- | ----- |
| одиниця  | осіб    | %       | осіб     | %        | осіб  | %     |
| все      | 2999    | 100     | 1512     | 50.42    | 1487  | 49.58 |
| міське   | 0       | 100     | 0        |          | 0     |       |
| сільське | 2999    | 100     | 1512     | 50.42    | 1487  | 49.58 |

## Сусідні гміни
Гміна Гушлів межує з такими гмінами: Біла Підляська, Лісна, Лосиці, Мєндзижець-Підляський, Ольшанка, Стара Корниця.